# سیارک ۲۲۵۵۰
سیارک ۲۲۵۵۰ (به انگلیسی: 22550 Jonsellon، نامگذاری:1998FK106) بیست و دو هزار و پانصد و پنجاهمین سیارک کشف شده‌است که در ۳۱ مارس ۱۹۹۸ کشف شد.
قدر مطلق سیارک برابر ۱۲.۹ است.